# Solenobia fumosella
Solenobia fumosella är en fjärilsart som beskrevs av Hermann von Heinemann 1870. Solenobia fumosella ingår i släktet Solenobia och familjen säckspinnare. Inga underarter finns listade i Catalogue of Life.